# Saskia Schwarz (Schauspielerin)
Saskia Schwarz (* 1975 in Stuttgart) ist eine deutsche Schauspielerin und Regisseurin.

## Leben
Saskia Schwarz absolvierte von 1994 bis 1998 die Westfälische Schauspielschule Bochum und schloss ihr Studium mit Diplom ab. Seit 1996 spielt sie am Theater, unter anderem Schauspielhaus Bochum, Staatstheater Mainz, Bayerisches Staatsschauspiel, Schauspiel Frankfurt, Theater Basel, Sophiensæle Berlin. Ihre erste Filmrolle hatte sie in dem Kurzfilm Cut von Thorsten Kirves (1997), die erste Fernsehrolle 1998 in einer Folge der Serie Die Wache. Es folgten zahlreiche weitere Film- und Fernsehproduktionen. Unter anderem spielte sie 2003–2004 die Rolle der Manuela Pfisterer in der ZDF-Serie Samt und Seide. 
Saskia Schwarz dreht seit 2004 eigene Filme. Sie war 2006 Gasthörerin Dokumentarfilm an der Hochschule für Fernsehen und Film München und studierte 2010–2014 Filmregie an der Internationalen Filmschule Köln.

## Filmografie als Darstellerin (Auswahl)
- 1997: Cut (Kurzfilm)
- 1998: Die Wache (Fernsehserie, Folge Der Verdacht)
- 1999: Die Männer vom K3 (Fernsehserie, Folge Tod eines Festmachers)
- 2002: Ein starkes Team: Kinderträume (Fernsehreihe)
- 2002: Therapie und Praxis (Fernsehfilm)
- 2003: Samt und Seide (Fernsehserie, drei Staffeln)
- 2004: So fühlt sich Liebe an
- 2005: Unter Verdacht: Das Karussell (Fernsehreihe)
- 2007: Das letzte Stück Himmel
- 2008: Ein riskantes Spiel
- 2010: Das Duo: Mordbier (Fernsehreihe)
- 2012: Danni Lowinski (Fernsehserie, Folge Nazi)
- 2014: Koslowski & Haferkamp (Fernsehserie, Folge Kingpin)
- 2023: Marie Brand und die falsche Wahrheit